# Milk And Honey
Milk and Honey este un album de John Lennon și Yoko Ono lansat în 1984. Este prima lansare post-mortem a lui Lennon, albumul fiind înregistrat în ultimele luni din viața artistului în timpul și după înregistrările pentru Double Fantasy.

## Tracklist
1. "I'm Stepping Out" (John Lennon) (4:06)
2. "Sleepless Night" (Yoko Ono) (2:34)
3. "I Don't Wanna Face It" (Lennon) (3:22)
4. "Don't Be Scared" (Ono) (2:45)
5. "Nobody Told Me" (Lennon) (3:34)
6. "O'Sanity" ( Ono ) (1:04)
7. "Borrowed Time" (Lennon) (4:29)
8. "Your Hands" (Ono) (3:04)
9. "(Forgive Me) My Little Flower Princess" (Lennon) (2:28)
10. "Let Me Count The Ways" (Ono) (2:17)
11. "Grow Old with Me" (Lennon) (3:07)
12. "You're The One" (Ono) (3:56)

## Single-uri
- "I'm Stepping Out" (1984)
- "Nobody Told Me" (1984)
- "Borrowed Time" (1984)